# Mimi Heinrich
Mimi Heinrich, née à Copenhague le 1er novembre 1936, décédée le 31 mai 2017, est une actrice danoise.

## Biographie
Elle se forme comme actrice à l'école de théâtre Det ny Teaters elevskole, et débute en 1957 au Det Ny Teater de Copenhague. Elle se produit également à la revue de théâtre Cirkusrevyen (da) ou au Ungdommens Teater, en même temps qu'elle joue dans plusieurs films entre 1954 et 1965.
Elle s'installe à Hollywood entre 1962 et 1974.
Elle a publié un roman En by i sort og hvidt (littéralement : « Une ville en noir et blanc », 1970), un recueil de poèmes Her bor vi og her er dejligt (littéralement : « Ici nous vivons et ici c'est beau », 1981) et gravé un CD Sangen er et eventyr: Sange over H. C. Andersens eventyr (littéralement : « Chants et contes de fées : chants sur les contes de fées de H.C. Andersen », 1994) avec des textes composés par elle sur la musique de son fils, Frederik Magle.

### Vie familiale
Mimi Heinrich a été mariée trois fois. La première fois avec l'écrivain américain Kells Elvins, décédé en 1962. Après sa mort, elle épouse l'américain Joseph Dubin, chef du service juridique de la société cinématographique Universal Pictures. Après son divorce, elle revient au Danemark, à  (en) sur l'île de Falster. Là elle épouse le peintre et sculpteur danois Christian Reesen Magle, avec lequel elle a un fils, Frederik Reesen Magle, organiste et compositeur.

## Filmographie partielle
- 1954 : Jan går til filmen (da) de John Hilbert et Torben Anton Svendsen : Lis sœur de Jan
- 1954 : Karen, Maren og Mette (da) de Christen Møller et John Hilbert
- 1955 : Blændværk (da) de Johan Jacobsen
- 1956 : Den store gavtyv (da) de Johan Jacobsen
- 1956 : Færgekroen (da) de Poul Bang (en)
- 1956 : Vi som går stjernevejen (da) de Johan Jacobsen
- 1957 : Ingen tid til kærtegn d'Annelise Hovmand : la fille du mari
- 1957 : Skovridergården (da) d'Ole Mynster
- 1958 : Seksdagesløbet (da) de Jørgen Roos
- 1960 : Amoureux à Copenhague (da) (Forelsket i København) de Finn Henriksen
- 1961 : Komtessen (da) d'Anker Sørensen et Erik Overbye
- 1961 : Reptilicus le monstre des mers (Reptilicus) de Sidney W. Pink : Karen Martens, fille du professeur
- 1962 : Objectif septième planète (Journey to the Seventh Planet) de Sidny W. Pink : Ursula
- 1963 : Le Scandale Christine Keeler (en) (The Keeler Affair) de Robert Spafford : Marianne
- 1964 : Slottet (da) d'Anker Sørensen